# Golden Grand Prix 2018
Il Golden Grand Prix 2018 è stato l'8ª edizione dell'annuale meeting di atletica leggera; le competizioni hanno avuto luogo allo Stadio Nagai di Osaka, il 20 maggio 2018. Il meeting è stato la seconda tappa del circuito World Challenge 2018.

## Risultati[1]

### Uomini
| Specialità             |                   | Prestazione | 2º classificato    | Prestazione | 3º classificato            | Prestazione |
| 100 m                  | Justin Gatlin     | 10"06       | Ryota Yamagata     | 10"13       | Isiah Young                | 10"13       |
| 200 m                  | Isaac Makwala     | 19"96       | Xie Zhenye         | 20"16       | Dedrick Dukes              | 20"32       |
| 800 m                  | Mostafa Smaili    | 1'46"18     | Sho Kawamoto       | 1'47"22     | Abraham Kipchirchir Rotich | 1'47"82     |
| 1500 m                 | Ryan Gregson      | 3'37"72     | Patrick Casey      | 3'39"11     | Mohammed Ayoub Tiouali     | 3'39"65     |
| 110 m ostacoli         | Kuei-Ru Chen      | 13"49       | Taioh Kanai        | 13"53       | Shunya Takayama            | 13"55       |
| 400 m ostacoli         | Takatoshi Abe     | 48"97       | Takayuki Kishimoto | 49"36       | Chieh Chen                 | 49"93       |
| Salto in alto          | Naoto Tobe        | 2.30 m      | Wang Yu            | 2.30 m      | Brandon Starc              | 2.28 m      |
| Salto con l'asta       | Scott Houston     | 5.50 m      | Daichi Sawano      | 5.50 m      | Masaki Ejima               | 5.50 m      |
| Salto in lungo         | Jarvis Gotch      | 7.95 m      | Changzhou Huang    | 7.92 m      | Yuki Hashioka              | 7.83 m      |
| Getto del peso         | Damien Birkinhead | 20.42 m     | Andrei Gag         | 20.16 m     | Sebastiano Bianchetti      | 19.20 m     |
| Lancio del martello    | Paweł Fajdek      | 78.51 m     | Bence Halasz       | 77.24 m     | Wojciech Nowicki           | 76.66 m     |
| Lancio del giavellotto | Chao-Tsun Cheng   | 81.69 m     | Qizhen Liu         | 81.53 m     | Shih-Feng Huang            | 79.93 m     |

### Donne
| Specialità             |                        | Prestazione | 2º classificato      | Prestazione | 3º classificato    | Prestazione |
| 100 m                  | Yongli Wei             | 11"17       | Aaliyah Brown        | 11"24       | Candace Hill       | 11"43       |
| 400 m                  | Justyna Swiety-Ersetic | 51"05       | Daina Harper         | 51"29       | Anneliese Rubie    | 51"82       |
| 800 m                  | Emily Cherotich Tuei   | 2'00"22     | Noélie Yarigo        | 2'01"97     | Chrishuna Williams | 2'02"55     |
| 3000 m                 | Shuru Bulo             | 8'47"24     | Hellen Ekarare Lobun | 8'48"69     | Ann Karindi Mwangi | 8'50"58     |
| 100 m ostacoli         | Queen Harrison         | 13"01       | Hyelim Jung          | 13"13       | Monique Morgan     | 13"20       |
| 400 m ostacoli         | Sage Watson            | 55"58       | Viktoriya Tkachuk    | 55"98       | Gianna Woodruff    | 56"05       |
| Salto con l'asta       | Kristen Hixson         | 4.61 m      | Anicka Newell        | 4.51 m      | Iryna Zhuk         | 4.51 m      |
| Lancio del giavellotto | Shijing Liu            | 67.12 m     | Lü Huihui            | 64.55 m     | Elizabeth Gleadle  | 61.06 m     |